# جکسون ویلکوس
جکسون ویلکوس (به انگلیسی: Jackson Wilcox) (زادهٔ ۱۶ اوت ۱۹۸۹ میلادی) شناگر اهل کشور ایالات متحده آمریکا است.